# Oldenlandia butensis
Oldenlandia butensis är en måreväxtart som först beskrevs av Genkei Masamune, och fick sitt nu gällande namn av Ined.. Oldenlandia butensis ingår i släktet Oldenlandia och familjen måreväxter.
Artens utbredningsområde är Taiwan. Inga underarter finns listade i Catalogue of Life.